# Proškův mlýn
Proškův mlýn stojí uprostřed Poteplí, místní části obce Malé Kyšice ležící ve Středočeském kraji České republiky, západně od Prahy. Obcí protéká potok Kačák. Starobylý Proškův mlýn je od 17. prosince 1987 zapsán do Ústředního seznamu kulturních památek České republiky pod číslem 26890/2-4084. Vedle něj stojí budova hostince (v roce 2020 restaurace „U Netopýra“), hájovna a na ně navazuje podél potoka Kačáku rozsáhlá chatová zástavba. Někdejší koupaliště již na začátku 21. století není v provozu. Od roku 1923 je osada součástí obce Malé Kyšice, předtím patřila k Hornímu Bezděkovu. V písemných dokumentech se mlýn objevuje v 15. století, za několik století měnil mnohokrát své majitele i nájemce. Mlýn byl v provozu do začátku druhé světové války.

## Název

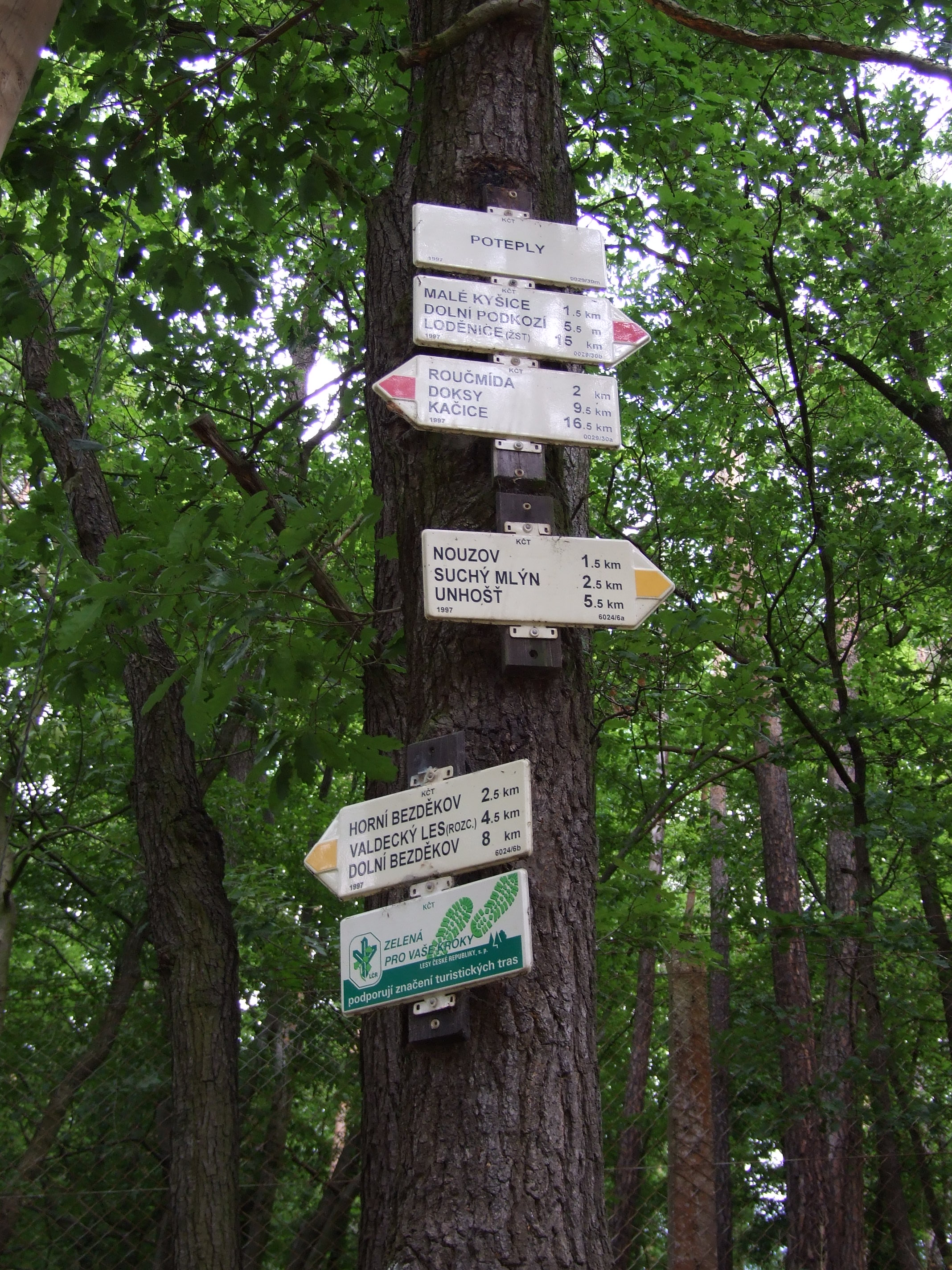
Poteplí, rozcestník turistických cest

Dnešní název Poteplí se v průběhu věků měnil. V minulosti byly známy varianty Poteply, Podteplí nebo Potepl. Název měl vzniknout pro místo, na kterém se usadili lidé a které mělo ležet (snad) "pod teplým" vrchem. V Profousových Místních jménech v Čechách se název nevyskytuje. Jiní badatelé se domnívají, že zde mohla v minulosti stát osada Teplý a stavení (včetně mlýna) u potoka byla nazvána "Pod Teplým".
Podle místopisných historických prací a map zjistit důvod vzniku a změn názvu nelze. Na Mapě okresu unhošťského z roku 1909 (sestavená a nakreslená okresním cestmistrem J. Náprstkem) je uveden jediný název Poteplí. V roce 1923 v souvislosti se vznikem samostatné obce Malé Kyšice se v kronice obce objevuje současně i název Poteply.

## Historie

### Do konce 18. století
Nejstarší písemné prameny o vzniku osady a mlýna při potoku Kačák se nedochovaly. Určitě území, na němž mlýn stojí, bylo královským majetkem a náleželo ke královskému hradu Křivoklát. Od císaře Zikmunda Lucemburského obdržel Lukáš Kladenský z Kladna zápisem blíže nejmenovaný mlýn a louku nad potokem Loděnickým; zda se jednalo o tento mlýn, není ze zápisu zřetelné.
První konkrétní písemná zmínka je z roku 1548, kdy po bezdětném Jetřichu Bezdružickém z Kolovrat zdědili majetek jeho bratranci Jan, Vladislav a Ludvík. "Mlýn pod Teplým" obdržel Vladislav Bezdružický z Kolovrat. V roce 1566 smlouvou mlýn s loukami a zahradami a i potepelským mlynářem Janem (i s ročním platem jedna kopa grošů českých) převedl na preláty "kostela pražského". Mlynář Jan je prvním prokázaným nájemcem mlýna; z obavy před trestem pro pytláctví však mlýn brzy opustil.
Roku 1573 se připomíná Jiřík, mlynář z "Poteplího". V roce 1630 v mlýně hospodařil mlynář a cestmistr v Unhošti Kašpar Votava. Ale již v roce 1633 "prošacován byl mlýn nemálo spustlý" Václavem Jiříkem Prušákem. Za třicetileté války mlýn vyhořel, mlynář Kašpar Votava mlýn opět obnovil. Obyvatelé Unhoště se ukrývali před švédským i císařským vojskem v rozsáhlých křivoklátských lesích, potepelský mlýn byl průchozím místem. Mlynář Karel Votava se uvádí jako mlynář ještě v roce 1652.
V roce 1669 má mlýn nového nájemce - Matěje Svaška, rovněž unhošťského cestmistra.
V Tereziánském katastru z roku 1713 se uvádí, že "Jan Svašek Mlynář drží mlýn kapituly". O rok později se dozvídáme, že mlýn pod Teplým o dvou kolech s pilou a stoupnou koupil Zikmund Valentin Hrzán z Harasova, rada a místopředseda České komory. V roce 1717 mlýn prodal Terezii Eleonoře, ovdovělé ze Siegberku, rozené hraběnce z Říčan za 10 000 zl. Jí mlynář Jan Svašek platil ročně nájem 60 zl. Terezie Eleonora mlýn v roce 1726 prodala hejtmanovi Rakovnického kraje Ferdinandu Kustošovi ze Zubří a Lipky a ten ho v roce 1744 prodal klášteru Voršilek na Novém Městě pražském.
Po zrušení kláštera Voršilek císařem Josefem II. připadl mlýn Náboženskému fondu, poté byl prodán roku 1787 Antonínu Vítkovi ze Salcberku za 19 000 zl.

### 19. století
Další údaj nacházíme v Gruntovní knize k roku 1803: jako majitelé jsou uvedeni Matěj a Kateřina Bělohlávkovi. Po jejich smrti byl "pozůstalostním přiřknutím" dne 26. března 1846 na mlýně zajištěn podíl synovi Josefu Bělohlávkovi. Dozvídáme se, že nekonal žádné robotní povinnosti.

Josef Bělohlávek prodal mlýn Františku Bělohlávkovi a jeho manželce Kateřině. Po jeho smrti 23. května 1876 převzala polovinu mlýna jeho manželka Kateřina "proti knihovnímu zjištění podílů nezletilých dětí Emilie, Marie Barbory, Antonína a Anny". Vdova se provdala za Ludvíka Slapničku, ten se však z neznámých důvodů zastřelil. Vdova Slapničková zadlužený mlýn v roce 1879 prodala manželům Čechmanovým za trhovou cen 16 000 zl. Manželé převzali mlýn i s dluhy, které na něm vázly, a protože se jim je nepodařilo zaplatit, byl mlýn dán do dražby (Václav Čechman se oběsil). V exekuční dražbě v roce 1882 byl mlýn prodán vydražiteli Maxu Kirschbergovi ze Smíchova za 12 205 zl. Ten ho ještě téhož roku i s pozemky prodal Rudolfu a Rozálii Kalousovým z Nového Strašecí (za trhovou cen 14 600 zl.), ti ihned odprodali část pozemků. Ale ani oni ho nedrželi dlouho, za několik měsíců (na jaře 1883) mlýn a zbývající pozemky prodali Janovi a Anežce Konvalinkovým, nájemcům nedalekého Mosteckého mlýna v Bratronicích. Vdova Anežka Konvalinková prodala mlýn 10. srpna 1892 své dceři Anně a jejímu manželovi Josefu Proškovi z Chyňavy. Anežce Konvalinkové byl v mlýně vyhrazen doživotní výměnek.

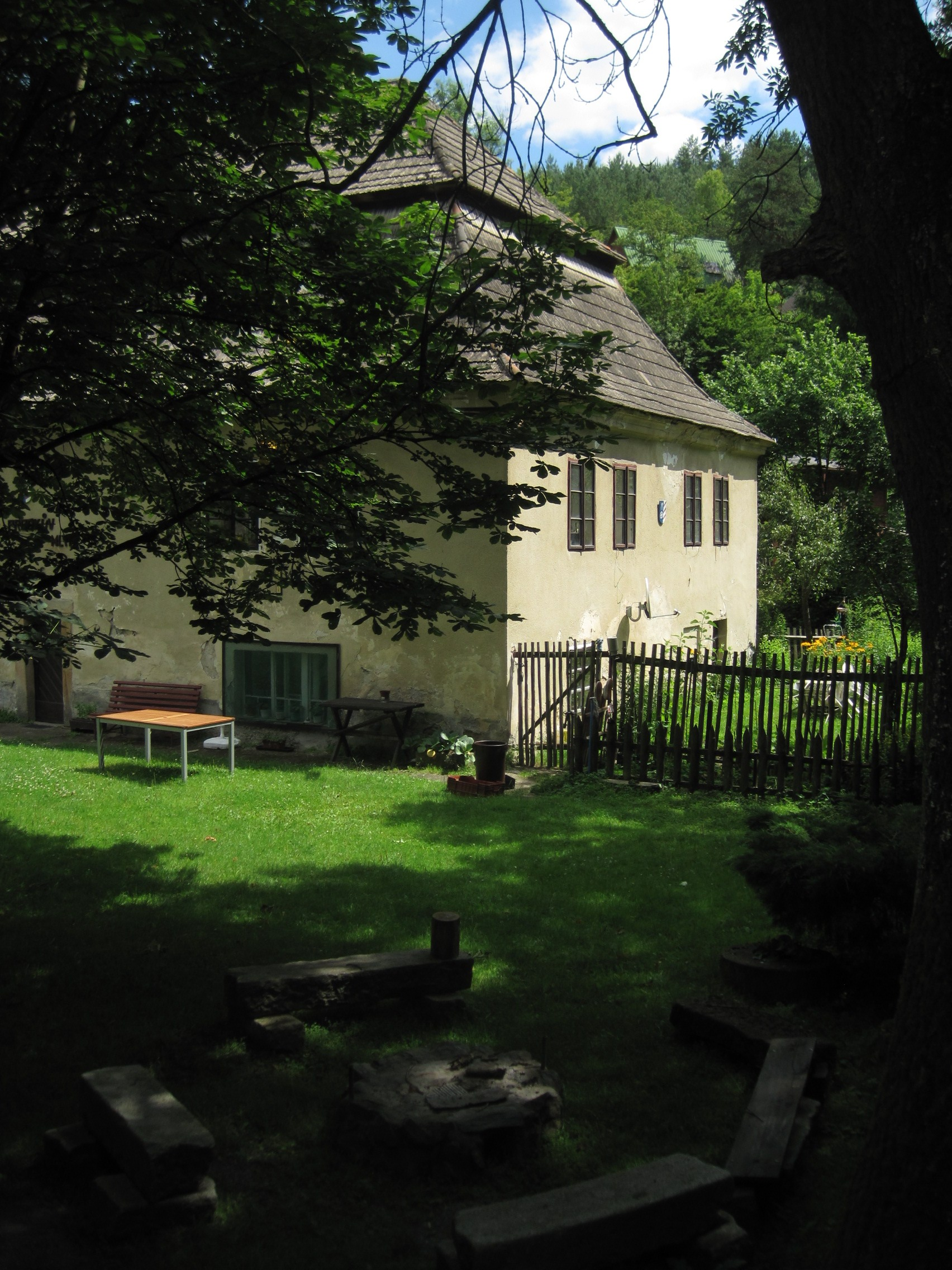
Proškův mlýn

## Proškův mlýn
S mlynářem Josefem Proškem se v mlýně objevuje jméno Prošek.
Josef Prošek byl roku 1902 zvolen starostou nejprve v Chyňavě a později také v Horním Bezděkově. V roce 1904 část zahrady dal změnit na stavební parcelu, na ní postavil budovu budoucího hostince. Zemřel 19. června 1908 (bylo mu 38 let), jeho polovici převzala manželka Anna s podíly nezletilých dětí Josefa (*1893), Fanynky (*1895) a Karla (*1906). Vdova Anna Prošková se znovu provdala za Josefa Chaloupku a postoupila mu polovinu nemovitosti. Manželství nebylo šťastné, po rozchodu s ním se jí podařilo jeho polovinu odkoupit zpět (notářský zápis zachován). 
Nejstarší syn Josefa a Anny Proškových Josef vystudoval pozemní stavebnictví a architekturu na Vysokém učení technickém v Praze. V roce 1913 nastoupil na místo na vládním úřadě v Makedonii ve městě Špit. Po vypuknutí války vstoupil do srbské armády a vrátil se jako legionář. V Makedonii se oženil se Srbkou a měli jednu dceru. Z fronty se vrátil s podlomeným zdravím, v 29 letech zemřel (+1923).
Majitelem mlýna a pokračovatelem v mlynářské tradici se stal mladší syn Josefa a Anny Proškových Karel, který se oženil v roce 1933 s Růženou, roz. Franclovou, rovněž dcerou mlynáře. Z jejího věna bylo v Poteplí ještě téhož roku postaveno koupaliště. Karlova matka Anna si vyhradila v mlýně právo užívání. 
V mlýně je dodnes částečně zachováno vybavení, v obytné části černá kuchyně s pecí a udírnou ze 17. stol., v mlýnici mlýnský kámen a stolice. Stávající strojní zařízení pochází ze druhé poloviny 19. stol. Mlýn byl v provozu do začátku druhé světové války, po válce byla snaha mlýn znovu zprovoznit, ale Karel Prošek nemohl živnost pro nemoc dále provozovat. Jeho matka Anna Prošková zemřela v potepelském mlýně 4. června 1945. Při vynášení rakve z mlýnského stavení spustil syn Karel Prošek mlýn, aby jí zaklapal na poslední cestě.
Dnes mlýn využívají potomci Proškovy rodiny jako rekreační sídlo.

## Hostinec

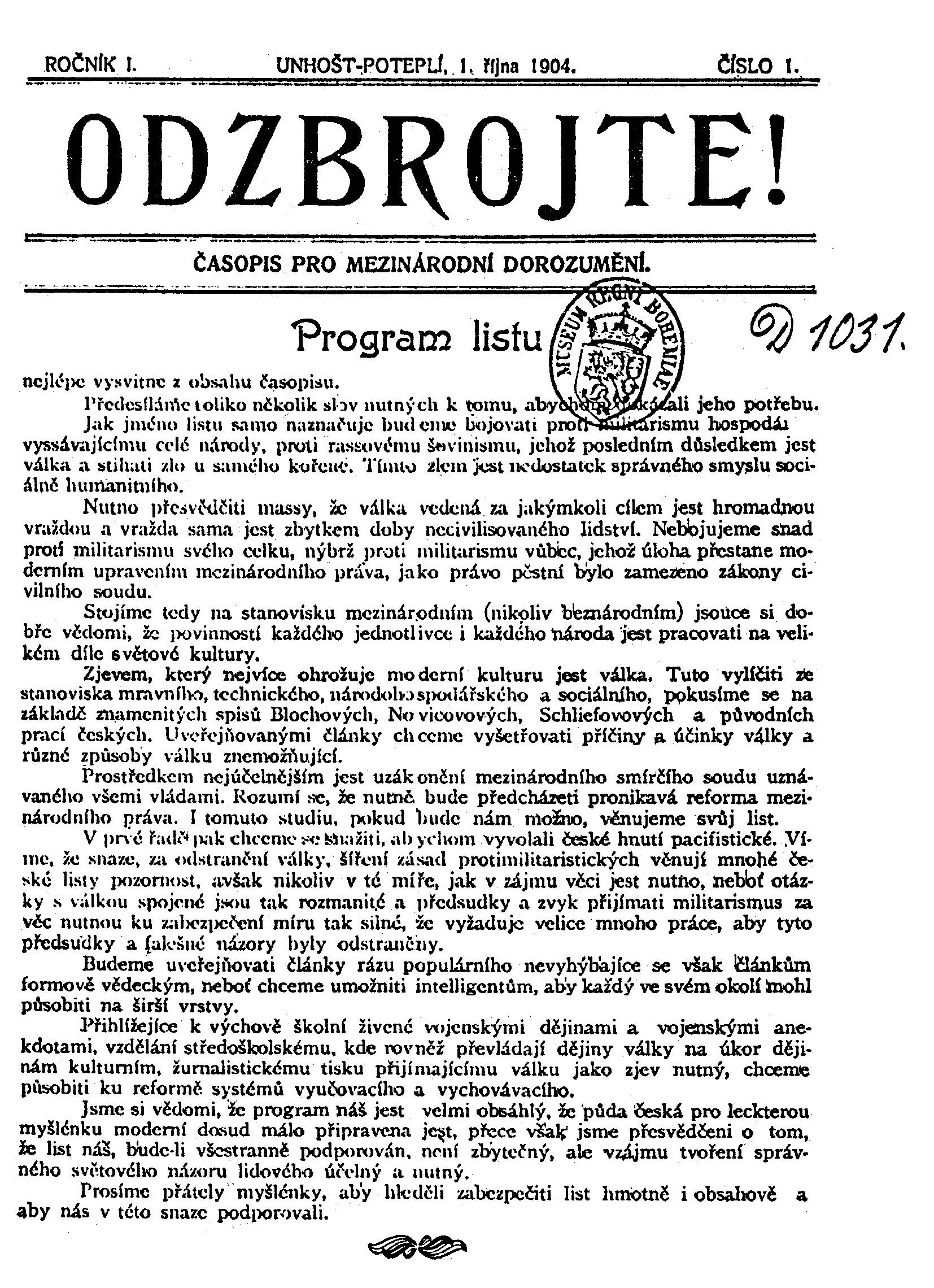
Úvodní číslo časopisu Odzbrojte!

K potepelskému mlýnu nerozlučně patří i sousední budova - hostinec se sálem postavený Karlem Proškem. Jeho častými hosty bývali místní usedlíci, obyvatelé Malých Kyšic a později také obyvatelé okolních chat. 
Prvním nájemcem byl Bedřich Fricke. Dětství a mládí prožil v Pardubicích, oženil se se dcerou řídícího učitele unhošťské měšťanské školy Františka Melichara. Často měnil zaměstnání, mj. pracoval jako účetní pivovaru v Kročehlavech (dnes Kladno-Kročehlavy) a jako úředník v Praze. Brzy se začala u něho projevovat tuberkulóza, proto zanechal dřívějších zaměstnání a v roce 1904 si pronajal v Poteplí hostinec v lesích s představou, že se zde uzdraví. Zde založil redakci protiválečného časopisu Odzbrojte. Název časopisu převzal ze stejnojmenného pacifického románu Berthy von Suttnerové, pozdější nositelky Nobelovy ceny míru (1905). První číslo časopisu vyšlo v Poteplí 1. října 1904 s úvodníkem Berty von Suttnerové (s ní si Bedřich Fricke dopisoval), kterým ona vítá časopis mezi bojovníky za mír. Druhé číslo vyšlo 1. listopadu 1905, bylo to současně číslo poslední; časopis byl c. k. hejtmanstvím v Kladně zastaven.
Bedřich Fricke překládal z francouzštny, přeložil mj. román Julese Verna Zemí šelem.
Zemřel v Unhošti v bytě svého tchána 4. března 1905.
Dnes je restaurace U netopýra vyhledávaným místem zastavení turistů a cyklistů. 

## Pomník
V zátočině okresní silnice Unhošť – Nouzov – Nižbor pod restaurací U Netopýra byl 27. července 1947 odhalen památník příslušníků Rudé armády, kteří v květnových dnech roku 1945 v Poteplí za nezjištěných událostí zemřeli. Jednalo se o dva vojáky, kteří do památníku byli uloženi z jiného místa.   